# ووشتروو (فیشلاند)
ووشتروو (به آلمانی: Wustrow) یک شهر در آلمان است که در فرپومرن-روگن واقع شده‌است. ووشتروو ۱٬۲۷۸ نفر جمعیت دارد.